# الدوري النمساوي الدرجة الثالثة
الدوري الإقليمي النمساوي (بالألمانية: Regionalliga أو الجمع Regionalligen، يعني الدوري الإقليمي) هو ثالث أعلى قسم في كرة القدم النمساوية، بعد الدوري البوندسليغا النمساوي والدوري الثاني. وهو مقسم إلى 3 مجموعات: الشرق (الشرق)، تغطي ولايات فيينا والنمسا السفلى وبورغنلاند؛ وسط (ميدل)، تغطي ولايات ستيريا وكارينثيا والنمسا العليا وإقليم شرق تيرول؛ الغرب (الغرب)، وتغطي ولاية سالزبورغ؛ وتيرول، وفورالبيرغ